# Horace Pippin
Horace Pippin (West Chester, Pensilvania, 22 de febrero de 1888-West Chester, 6 de julio de 1946) fue un pintor autodidacta estadounidense afroamericano, que trataba diferentes temas, incluyendo escenas inspiradas en el tiempo que pasó sirviendo en la Guerra Mundial, paisajes, retratos y escenas bíblicas. Algunas de sus obras más conocidas se refieren a la historia estadounidense de la esclavitud y la segregación racial. Fue el primer artista negro sobre el que se hizo una monografía, la de Selden Rodman's Horace Pippin, A Negro Painter in America (1947), y el New York Times lo elogió como el "pintor negro más importante" de la historia de Estados Unidos. Está enterrado en el Chestnut Grove Annex Cemetery en West Goshen Township, Chester County, Pennsylvania. Existe una placa conmemorativa en el número 327 de la Gay Street, West Chester, Pennsylvania identificando la que fue su casa en el momento de su muerte, y conmemorando sus logros.

## Biografía
Nació en West Chester, Pennsylvania, el 22 de febrero de 1888, siendo su madre Harriet Pippin pero desconociéndose la identidad de su padre. Creció en Goshen, New York, pero volvió a West Chester cuando se hizo adulto. En Goshen fue a escuelas segregadas hasta los 15 años, en que dejó la escuela para ayudar a su madre. Siendo todavía un niño, se presentó a un concurso de una empresa de suministros, y ganó su primer set de lápices y una caja de acuarelas. Más adelante se dedicó a dibujar caballos de carreras y jockeys de las famosas carreras de caballos. Antes de ir de servicio a la Primera Guerra Mundial, Pippin trabajó como portero de hotel, como mozo de almacén de muebles, y como moldeador de hierro. Pertenecía a la St. John's African Union Methodist Protestant Church. En 1920, Pippin se casó con Jennie Fetherstone Wade Giles, que había sido viuda dos veces y tenía un niño de 6 años.
Durante la Primera Guerra Mundial, Pippin prestó servicios en la compañía K, en el 3º batallón del regimiento de infantaría 369º, y fue conocido por su osadía en la batalla, como los famosos Harlem Hellfighters. La unidad, que era predominantemente negra, se enfrentó a mucho racismo, especiamente antes de ser transferidos a un comando del Ejército francés. Fue el regimiento que pasó más tiempo en el frente de la guerra, manteniendo su posición frente al fuego enemigo sin solución de continuidad desde mediados de julio hasta el final de la guerra. El regimiento en su conjunto recibió la Cruz francesa de la guerra (French Croix de Guerre). En septiembre de 1918, Pippin fue herido en el hombro derecho por un francotirador alemán. La herida dejó el brazo inútil, y limitó para siempre su rango de movimiento. Es probable que fuera licenciado del ejército en 1919. Se le otorgó una medalla del corazón púrpura retroactivamente por su herida en combate en 1945. Sobre su experiencia en el combate, dijo lo siguiente:
No me importaba qué hacía o adonde iba. Le rogué a Dios que me ayudara, y lo hizo. Y así es como llegué a ese lugar infernal. Todo el campo de batalla era infernal, y no era lugar para ningún ser humano.
Al terminar la guerra, Pippin creó cuatro diarios —uno de ellos ilustrado— que describen su experiencia en la guerra en detalle. Volvió a los temas de la guerra periódicamente entre los años 1930s y 1940s, y más tarde señalaría que la guerra "sacó de mi todo el arte".

Horace Pippin's War Notebooks, ca. 1920
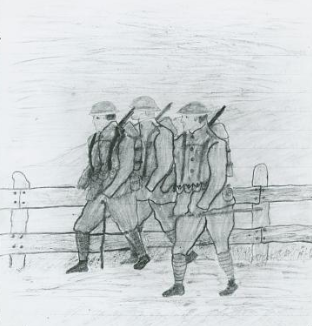
Three Soldiers on March
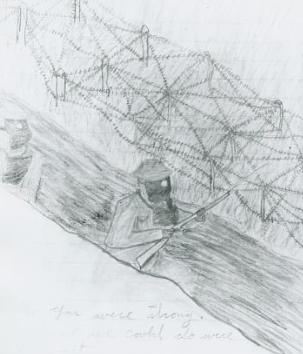
Soldiers with Gas Masks in Trench

## Carrera profesional
Pippin empezó a dedicarse al arte en la década de 1920s, en parte como manera de rehabilitar su brazo herido, y comenzó a pintar en telas en 1930 con The Ending of the War: Starting Home.  Más tarde diría lo siguiente sobre su proceso creativo: "Estos cuadros llegan a mi cabeza, y si me parecen merecedores de un cuadro, los pinto." Trató diferentes temas, de paisajes a bodegones, escenas bíblicas y manifestaciones políticas. Algunos se derivan de su experiencia personal sobre la guerra y la vida en el cambio de siglo.
Fue "descubierto" al presentar dos cuadros para una feria de arte local — la Chester County Art Association (CCAA) Annual Exhibition— se supone que con el apoyo de varias personas del lugar, entre los cuales los fundadores de la CCAA el crítico de arte Christian Brinton y el artista N.C. Wyeth. Brinton organizó inmediatamente una exposición para él solo, co-patrocinada por la CCAA y el interracial West Chester Community Center, le puso en contacto con los comisarios de MoMA Dorothy Miller and Holger Cahill y, para 1940, con el tratante de arte de Filadelfia Robert Carlen y el coleccionista Albert C. Barnes. Pippin fue a clases de arte en la Barnes Foundation durante el semestre de primavera de 1940. Carlen, Barnes, y, desde 1941, la tratante de arte Edith Gregor Halpert tuvieron importantes roles en la carrera de Pippin.
Durante los ocho años que pasaron desde su presentación a través de la exposición del Museum of Modern Art's “Masters of Popular Painting” (1938) y su muerte a la edad de 58 años, el reconocimiento de Pippin creció exponencialmente tanto en EE. UU. como internacionalmente. Durante este periodo, expuso su trabajo en Filadelfia (1940, 1941) y Nueva York (1940, 1944), y en el Arts Club of Chicago (1941) y en el San Francisco Museum of Modern Art (1942). Colecciones privadas y museos tales como la Barnes Foundation, el Philadelphia Museum of Art y el Whitney Museum of American Art adquirieron algunas de sus obras. Se exhibieron cuadros suyos en anuales y bienales del Art Institute of Chicago, en Chicago; el Carnegie Institute, en Pittsburgh; la Corcoran Gallery of Art, Washington D. C.; Pennsylvania Academy of the Fine Arts, Philadelphia, PA; el Whitney Museum of American Art, en Nueva York, así como en exposiciones temáticas en el Dayton Art Institute, en Ohio; National Gallery of Art, Washington D. C.; el Museo de Arte de Newark, Newark; y la Tate Gallery, en Londres, Reino Unido.
En el catálogo de una de sus exposiciones en 1947, el crítico Alain Locke describió Pippin como "un verdadero genio, raro, que combina calidad y madurez artística de manera tan singular que casi pone en duda la clasificación."

## Obra
La obra de Pippin comprende variedad de materias y estrategias compositivas. Comenzó en los años 1920s haciendo diseños con fuego en paneles de madera—fundamentalmente escenas de nieve—y añadiendo uno o dos colores de óleo para subrayar componentes específicos de la imagen.

Su primer cuadro, The Ending of the War, Starting Home (1930–1933), muestra una escena conocida para él tras su experiencia en la batalla de Sechault, en la que fue herido. (No pinta la rendición alemana el 11 de noviembre de 1918, que tuvo lugar mientras él estaba recuperándose en un hospital francés.) También hizo el marco y lo decoró con material de guerra labrado, incluyendo cascos y armas alemanas y francesas. A partir de entonces pintó a menudo escenas de la Primera Guerra Mundial en la década de los 1930s y de nuevo en 1945. 

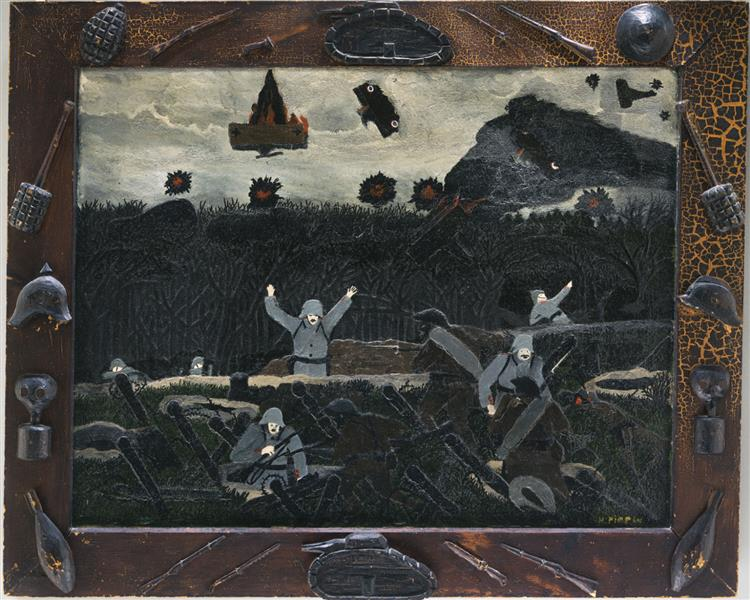
Horace Pippin, The Ending of the War, Starting Home, 1930–1933. Philadelphia Museum of Art

Pippin pintó también materias religiosas, tanto ilustrando pasajes de la biblia como manifestaciones de visiones como por ejemplo su serie de Holy Mountain. Era un hombre religioso, que se mantuvo cerca de la iglesia durante toda su vida enseñando en la escuela los domingos y cantando en el coro.

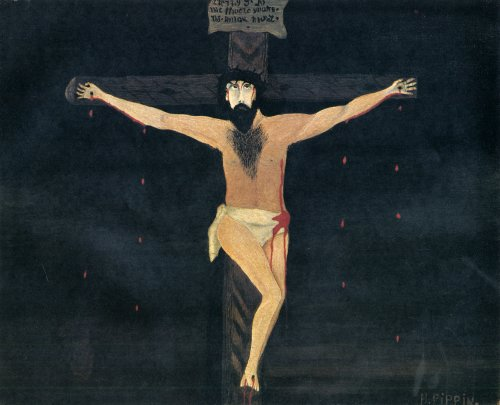
Horace Pippin, Crucifixion, 1943. Menil Collection.

Entre los cuadros más famosos de Pippin se encuentran tres cuadros de su serie de Holy Mountain, que son recuerdos de otros cuadros bucólicos del artista cuáquero Edward Hicks que muestran juntos a las presas y a los depredadores. Pippin incluye elementos de su propio tiempo para sugerir que la discordia y la armonía nunca están demasiado lejos. Los fondos boscosos incluyen soldados, cementerios, aviones de guerra y bombas que están en desacuerdo con la paz representada en el primer plano. En "El conocimiento de Dios" y "La montaña sagrada III", la pequeña figura marrón que cuelga de los árboles hace referencia a la lacra de los linchamientos en el sur segregado de Estados Unidos. Vincula los conceptos de destrucción y paz inscribiendo una fecha significativa de la Primera Guerra Mundial en cada uno de los cuadros. La "Montaña Sagrada I" está marcada con "6 de junio de 1944", la fecha del desembarco aliado en Normandía, conocido como del Día D. "El Conocimiento de Dios" está marcado con "7 de diciembre de 1944", el tercer aniversario del ataque a Pearl Harbor. Por último, La "Montaña Sagrada III" está marcada "9 de agosto de 1945", el día en que los Estados Unidos lanzaron la bomba atómica sobre Nagasaki (Japón). Algunos han argumentado que la figura del pastor colocada en el centro se parece al artista. El marchante de Pippin, Robert Carlen, se atribuyó el mérito de haber dado a conocer a Pippin la serie de Hicks, ya que era uno de los principales defensores de los artistas autodidactas.

Pippin pintó dos autorretratos, uno de ellos sentado en el caballete. Su cuadro John Brown Going to his Hanging (1942) se encuentra en la colección de la Academia de Bellas Artes de Pensilvania, en Filadelfia, y forma parte de una trilogía sobre el abolicionista al que a veces se atribuye el inicio de la Guerra Civil.

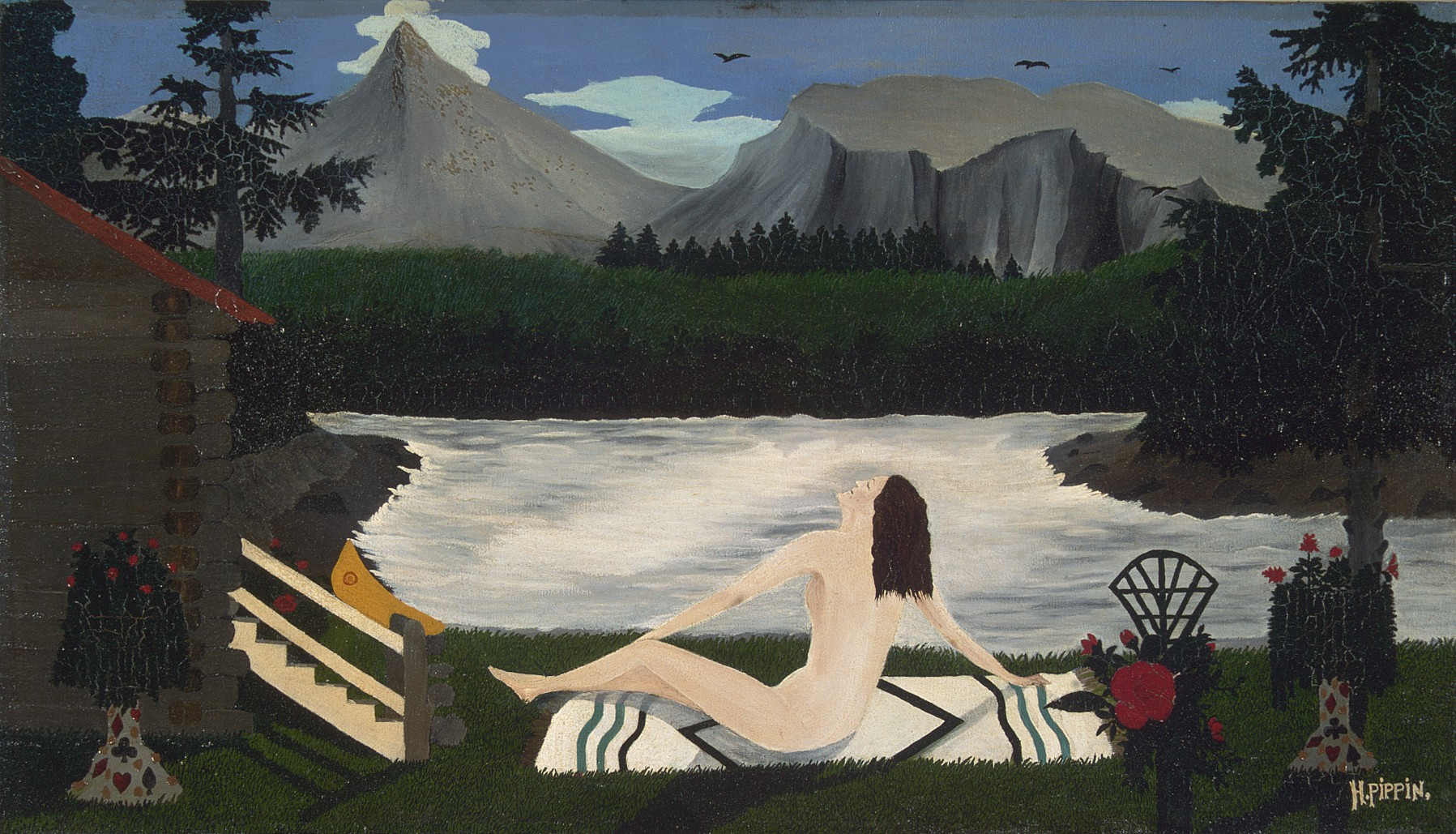
Lady of the Lake, 1936, Oil on fabric

Mr. Prejudice, realizada en plena Segunda Guerra Mundial a petición de un mecenas no identificado, es única en la obra de Pippin por su composición experimental y su programa simbólico. La imagen, relativamente pequeña -del tamaño de la portada de una revista-, clasifica las figuras por razas. El cuadrante inferior izquierdo está ocupado por militares uniformados de raza negra, un médico y un maquinista, la mayoría de los cuales miran de frente al espectador. Algunos interpretan la figura de piel morena del centro de la izquierda, vestida con un anacrónico uniforme de la Primera Guerra Mundial, como un autorretrato. Un grupo similar de hombres blancos ocupa el cuadrante inferior derecho, la mayoría de ellos girados hacia la izquierda. El registro superior está dominado por un hombre blanco con un mazo clavando una cuña en una gran V, una referencia al eslogan de los Aliados "V de Victoria" en la Segunda Guerra Mundial. Los afroamericanos idearon la campaña de la "Doble V" para abogar por la victoria militar en el extranjero y la victoria sobre el racismo en casa. En la esquina izquierda, una gran Estatua de la Libertad de piel negra eleva su antorcha hacia la libertad. En la esquina derecha, una figura vestida de rojo, sostiene una lazo y mira hacia la Dama de la libertad, mientras que un miembro encapuchado del Ku Klux Klansman se cierne sobre él.

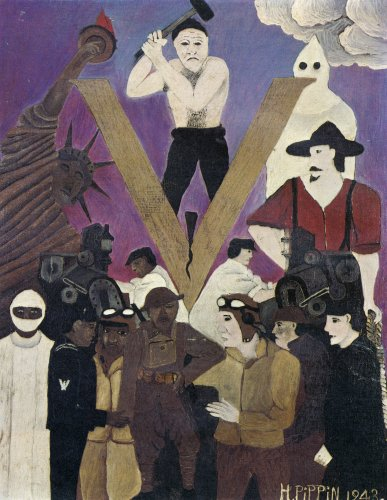
Mr. Prejudice painted by Horace Pippin in 1943

Las pinturas de Pippin están entre sus obras más populares; por ejemplo, el Domino Game (1943), de la Phillips Collection, Washington D. C., y varias versiones de Cabin in the Cotton. Algunos, incluyendo After Supper (ca. 1935–1939) y The Milkman of Goshen (1945), se refieren a su infancia en el Estado de Nueva York. Escenas de la vida de las familias negras "solían ser relativamente invisibles a las masas blancas" antes de la Gran Emigración, de manera que las escenas domésticas de Pippin ofrecían una perspectiva privilegiada.

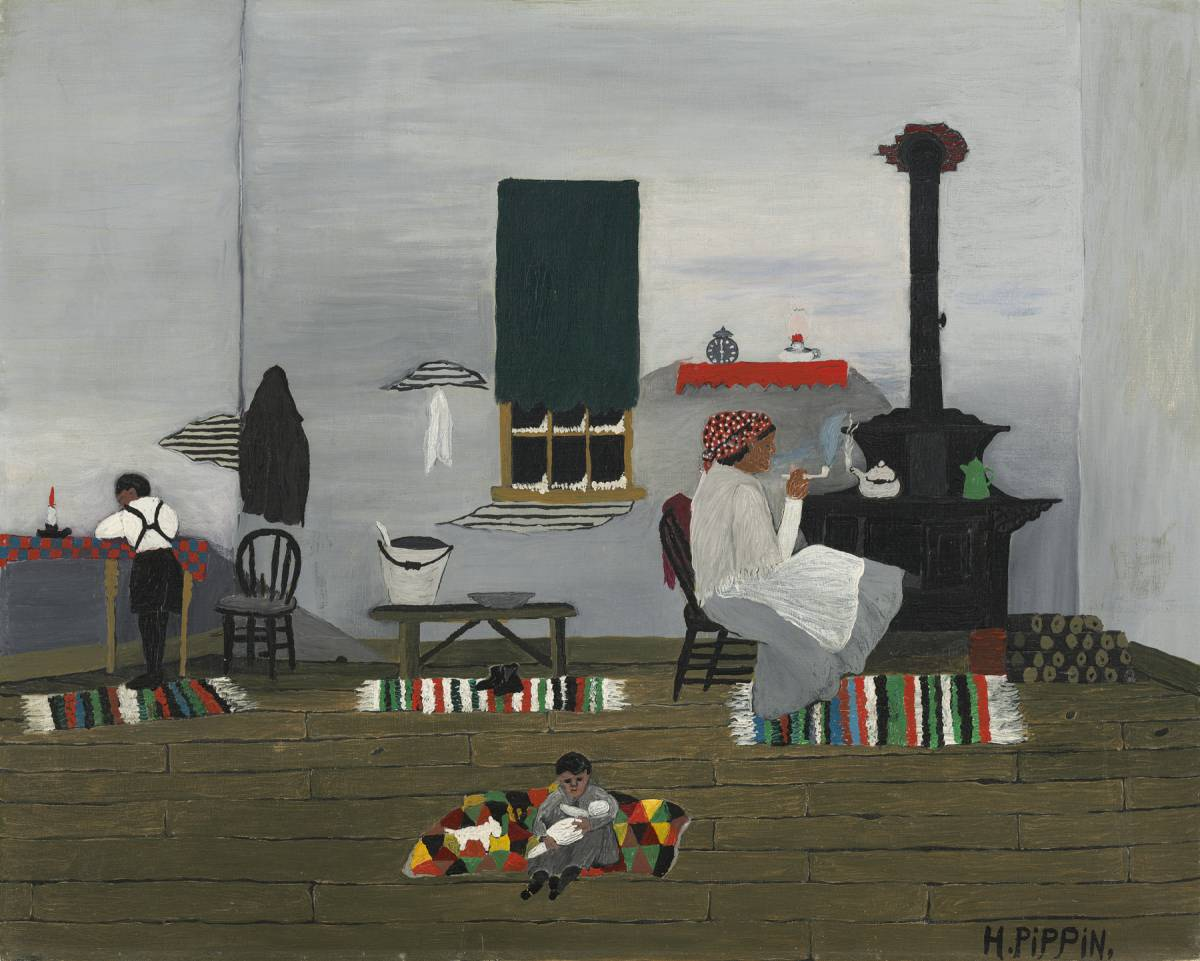
School Studies, 1944, Oil on Canvas

Pippin también creó imágenes relacionadas con la cultura popular, como Old Black Joe, basada en la canción del mismo nombre; Uncle Tom, basada en la novela Uncle Tom's Cabin y sus variadas adaptaciones, y probablemente el musical y la película Cabin in the Sky. Hizo dos retratos de la famosa contralto de raza negra Marian Anderson, no mucho después de su famoso concierto de 1939 en las escaleras del Lincoln Memorial, y dedicó un cuadro a Paul Robeson.
Pippin dejó inacabada The Park Bench en su estudio al morir en 1946. Romare Bearden diría después: "el hombre, creo, simboliza al propio Pippin que, al final de su viaje y su misión, se sienta felizmente, en el otoño del año, él solo en un banco del parque."

## Colecciones y exposiciones
Pippin pintó en torno a 140 obras, muchas de las cuales forman parte de las colecciones de varios museos tales como el Metropolitan Museum of Art de Nueva York, NY; el Hirshhorn Museum and Sculpture Garden de Washington D. C.; la Pennsylvania Academy of the Fine Arts, el Philadelphia Museum of Art, también de Filadelfia y la Barnes Foundation, de Filadelfia, PA; el Brandywine River Museum de Chadds Ford, Pennsylvania; la Phillips Collection de Washington D. C.; el Baltimore Museum of Art de Baltimore, MD; y el San Francisco Museum of Modern Art, de San Francisco, Califormina, todos ellos en Estados Unidos.
Pippin fue el primer artista afrodescendiente al que se le dedicó una monografía, la de Selden Rodman Horace Pippin: A Negro Painter in America publicada en 1947. Desde entonces, ha sido protagonista de 3 exposiciones retrospectivas importantes, varias obras y libros académicos, un libro de poesía, y varios cuentos para niños.